# Schweizerische Akkreditierungsstelle
Die Schweizerische Akkreditierungsstelle SAS (französisch Service d’accréditation suisse SAS, italienisch Servizio di accreditamento svizzero SAS) ist eine Bundesbehörde der Schweizerischen Eidgenossenschaft. Sie begutachtet und akkreditiert sogenannte Konformitätsbewertungsstellen (bdt.) – Laboratorien, Inspektions- und Zertifizierungsstellen – aufgrund internationaler Normen.
Die SAS setzt diese Normen in den einzelnen Fachgebieten in der Schweiz um, zusammen mit den interessierten Stellen. Sie vertritt Interessen der Schweiz in internationalen Organisationen, die sich mit der Akkreditierung und mit der Prüfung und Konformitätsbewertung befassen.
Das schweizerische Akkreditierungssystem soll eine transparente und kompetente Infrastruktur an Konformitätsbewertungsstellen in allen Fachgebieten in der Schweiz schaffen. Die SAS schafft auch die Grundlagen für die internationale Anerkennung von Berichten und Zertifikaten der Schweiz. Sie vertritt die schweizerischen Interessen innerhalb der internationalen Organisationen wie European co-operation for Accreditation (EA), International Accreditation Forum (IAF) und International Laboratory Accreditation Cooperation (ILAC). Die SAS ist die benannte „nationale Akkreditierungsstelle“ gemäß der Verordnung (EG) Nr. 765/2008.
Die SAS ist seit dem 1. April 2006 beim Staatssekretariat für Wirtschaft SECO angesiedelt, vorher war sie beim Bundesamt für Metrologie und Akkreditierung Schweiz (Akronym „metas“), das seither als Bezeichnung Eidgenössisches Institut für Metrologie METAS führt. Ihr Hauptsitz ist in Bern.

## Personalbestand ab 2007
| Jahr | Vollzeitstellen |
| ---- | --------------- |
| 2007 | 28              |
| 2008 | 28              |
| 2009 | 29              |
| 2010 | 29              |
| 2011 | 31              |
| 2012 | 31              |
| 2013 | 33              |
| 2014 | 33              |
| 2015 | 34              |
| 2016 | 37              |
| 2017 | 35              |
| 2018 | 35              |
| 2019 | 38              |
| 2020 | 39              |
| 2021 | 38              |
| 2022 | 41              |
| 2023 | 42              |
| 2024 | 42              |